# Primera División 1945/46
Die Primera División 1945/46 war die 15. Spielzeit der höchsten spanischen Fußballliga. Sie startete am 23. September 1945 und endete am 31. März 1946. Meister wurde zum ersten Mal der FC Sevilla.

## Vor der Saison
- Als Titelverteidiger ging der zweifache Meister CF Barcelona ins Rennen. Letztjähriger Vizemeister wurde Real Madrid.
- Aufgestiegen aus der Segunda División sind CD Alcoyano, Hércules Alicante und Celta Vigo.

## Vereine
| Verein            | Stadt                 | Stadion                   |
| ----------------- | --------------------- | ------------------------- |
| CD Alcoyano       | Alcoy                 | Camp Municipal del Callao |
| Hércules Alicante | Alicante              | Estadio Bardin            |
| CF Barcelona      | Barcelona             | Camp de Les Corts         |
| Español Barcelona | Barcelona             | Estadi Sarrià             |
| Atlético Bilbao   | Bilbao                | Estadio San Mamés         |
| CD Castellón      | Castellón de la Plana | Campo del Sequiol         |
| Real Gijón        | Gijón                 | El Molinón                |
| Real Madrid       | Madrid                | Estadio de Chamartín      |
| Atlético Aviación | Madrid                | Estadio Metropolitano     |
| Real Murcia       | Murcia                | La Condomina              |
| Real Oviedo       | Oviedo                | Estadio Buenavista        |
| FC Sevilla        | Sevilla               | Estadio de Nervión        |
| FC Valencia       | Valencia              | Estadio Mestalla          |
| Celta Vigo        | Vigo                  | Estadio Balaídos          |

## Abschlusstabelle
| Pl. | Verein                | Sp. | S  | U  | N  | Tore    | Quote | Punkte |
| --- | --------------------- | --- | -- | -- | -- | ------- | ----- | ------ |
| 1.  | FC Sevilla            | 26  | 14 | 8  | 4  | 053:370 | 1,43  | 36:16  |
| 2.  | CF Barcelona (M)      | 26  | 14 | 7  | 5  | 048:310 | 1,55  | 35:17  |
| 3.  | Atlético Bilbao (P)   | 26  | 14 | 5  | 7  | 063:380 | 1,66  | 33:19  |
| 4.  | Real Madrid           | 26  | 11 | 9  | 6  | 046:300 | 1,53  | 31:21  |
| 5.  | Real Oviedo           | 26  | 10 | 10 | 6  | 044:370 | 1,19  | 30:22  |
| 6.  | FC Valencia           | 26  | 9  | 10 | 7  | 044:360 | 1,22  | 28:24  |
| 7.  | Atlético Aviación     | 26  | 10 | 6  | 10 | 050:480 | 1,04  | 26:26  |
| 8.  | CD Castellón          | 26  | 11 | 4  | 11 | 038:540 | 0,70  | 26:26  |
| 9.  | Real Gijón            | 26  | 9  | 7  | 10 | 037:390 | 0,95  | 25:27  |
| 10. | Celta Vigo (N)        | 26  | 9  | 3  | 14 | 057:560 | 1,02  | 21:31  |
| 11. | Real Murcia           | 26  | 5  | 10 | 11 | 021:390 | 0,54  | 20:32  |
| 12. | Español Barcelona     | 26  | 6  | 7  | 13 | 041:530 | 0,77  | 19:33  |
| 13. | CD Alcoyano (N)       | 26  | 7  | 5  | 14 | 039:540 | 0,72  | 19:33  |
| 14. | Hércules Alicante (N) | 26  | 5  | 5  | 16 | 030:590 | 0,51  | 15:37  |

Platzierungskriterien: 1. Punkte – 2. Direkter Vergleich  – 3. Torquotient – 4. geschossene Tore
| (M) | amtierender Meister              |
| (P) | amtierender Pokalsieger          |
| (N) | Neuaufsteiger der letzten Saison |

### Relegation
|                    | Ergebnis |                        |
| ------------------ | -------- | ---------------------- |
| Espanyol Barcelona | 0:0      | Gimnàstic de Tarragona |
| Español Barcelona  | 3:0      | Gimnàstic de Tarragona |

## Kreuztabelle
| 1945/46           |     | CF Barcelona | Atlético Bilbao | Real Madrid | Real Oviedo | FC Valencia | Atlético Aviación | CD Castellón | Real Gijón | Celta Vigo | Real Murcia | Español Barcelona | CD Alcoyano | Hércules Alicante |
| ----------------- | --- | ------------ | --------------- | ----------- | ----------- | ----------- | ----------------- | ------------ | ---------- | ---------- | ----------- | ----------------- | ----------- | ----------------- |
| FC Sevilla        |     | 2:3          | 4:2             | 2:1         | 3:0         | 3:0         | 3:0               | 3:2          | 3:2        | 3:3        | 3:1         | 1:0               | 4:2         | 2:1               |
| CF Barcelona      | 1:1 |              | 0:6             | 1:0         | 4:0         | 1:1         | 2:1               | 4:0          | 2:0        | 3:1        | 1:1         | 1:0               | 2:0         | 5:3               |
| Atlético Bilbao   | 4:3 | 2:1          |                 | 3:2         | 2:4         | 2:2         | 0:2               | 7:1          | 2:3        | 2:1        | 6:1         | 3:1               | 2:0         | 6:0               |
| Real Madrid       | 1:1 | 3:2          | 1:1             |             | 3:1         | 1:1         | 2:1               | 4:0          | 2:2        | 6:0        | 3:1         | 0:0               | 1:0         | 2:0               |
| Real Oviedo       | 1:1 | 1:1          | 1:2             | 1:1         |             | 3:0         | 3:3               | 4:2          | 2:2        | 1:0        | 0:0         | 1:0               | 3:2         | 2:0               |
| FC Valencia       | 1:0 | 0:1          | 1:2             | 1:1         | 2:2         |             | 6:1               | 2:0          | 1:1        | 5:1        | 2:0         | 3:2               | 6:1         | 2:2               |
| Atlético Aviación | 1:1 | 2:0          | 1:0             | 3:1         | 2:2         | 0:0         |                   | 4:0          | 2:0        | 3:2        | 0:0         | 7:3               | 2:0         | 5:2               |
| CD Castellón      | 2:2 | 1:1          | 4:0             | 0:3         | 1:1         | 1:0         | 2:1               |              | 2:0        | 2:1        | 3:0         | 4:1               | 2:1         | 2:1               |
| Real Gijón        | 1:2 | 2:0          | 0:0             | 1:1         | 1:0         | 1:2         | 3:2               | 2:0          |            | 2:1        | 0:2         | 4:1               | 1:1         | 2:0               |
| Celta Vigo        | 4:0 | 1:5          | 1:2             | 3:0         | 3:2         | 1:1         | 6:1               | 4:0          | 2:3        |            | 1:1         | 4:1               | 6:1         | 4:2               |
| Real Murcia       | 1:1 | 0:2          | 0:0             | 1:0         | 0:3         | 2:2         | 0:0               | 2:3          | 1:0        | 1:0        |             | 2:2               | 2:3         | 1:1               |
| Español Barcelona | 1:1 | 0:2          | 1:5             | 1:1         | 1:2         | 4:0         | 4:3               | 4:1          | 2:2        | 4:1        | 0:1         |                   | 2:1         | 5:2               |
| CD Alcoyano       | 1:2 | 3:3          | 3:2             | 1:3         | 1:1         | 1:2         | 3:1               | 1:1          | 4:1        | 4:2        | 1:0         | 1:1               |             | 3:1               |
| Hércules Alicante | 1:2 | 0:0          | 0:0             | 2:3         | 0:3         | 2:1         | 3:2               | 1:2          | 2:1        | 1:4        | 2:0         | 0:0               | 1:0         |                   |

## Nach der Saison
- 1. – FC Sevilla – Meister

Absteiger in die Segunda División
- 13. – CD Alcoyano
- 14. – Hércules Alicante

Aufsteiger in die Primera División
- CE Sabadell
- Deportivo La Coruña

## Pichichi-Trophäe
Die Pichichi-Trophäe wird jährlich für den besten Torschützen der Spielzeit vergeben.
| Pl. | Nat.         | Spieler | Verein          | Tore |
| --- | ------------ | ------- | --------------- | ---- |
| 1   | Spanien 1945 | Zarra   | Atlético Bilbao | 24   |
| 2   | Spanien 1945 | Pruden  | Real Madrid     | 21   |
| 3   | Spanien 1945 | Mundo   | FC Valencia     | 20   |

## Die Meistermannschaft des FC Sevilla
(Spieler mit mindestens 5 Einsätzen wurden berücksichtigt; in Klammern sind die Spiele und Tore angegeben)
| 1. | FC Sevilla |
|    | - Tor: José Busto (26/-) - Abwehr: Francisco Antúnez (10/-); Belmonte (5/-); Joaquín Jiménez (26/-); Diego Villalonga (18/-) - Mittelfeld: Pedro Alconero (26/-); Pedro Eguiluz (25/1); Félix García (12/-); José Herrera (24/2) - Sturm: Juan Araujo (20/11); Juan Arza (25/14); José López (24/4); José Campos (26/15) - Trainer: Ramón Encinas |